# خوان رودریگز (ورزشکار)
خوان رودریگز (انگلیسی: Juan Rodríguez; ۹ ژوئیهٔ ۱۹۲۸ – ۲۷ سپتامبر ۲۰۱۹) قایقران روئینگ اهل اروگوئه بود.